# Thief (jogo eletrónico)
Thief é um jogo eletrônico do gênero stealth, produzido pela Eidos Montreal e publicado pela Square Enix. Foi lançado inicialmente em 25 de fevereiro de 2014. É o quarto jogo série de jogos eletrônicos Thief e funciona como um recomeço da série(reboot), mas com uma história alternativa da original dos 3 jogos anteriores. Antes se pensava que a história de Garret daria um prosseguimento com essa quarta edição do jogo, mas de fato se tornou apenas um recomeço da série, com novos gráficos e uma nova história. Nota-se, por exemplo, a diferença com que Garret, o protagonista do jogo, adquire seu olho direito diferenciado. Foi lançado para Microsoft Windows, PlayStation 3, PlayStation 4, Xbox One e Xbox 360.
O jogo foi inicialmente anunciado em 2009 sobre o titulo de produção "Thief 4", mas foi revelado oficialmente na edição de Março de 2013 da revista Game Informer. E por fim lançado em fevereiro de 2014.